# 巴德湖 (伊斯尼)
47°45′02″N 9°59′59″E / 47.7506°N 9.9997°E

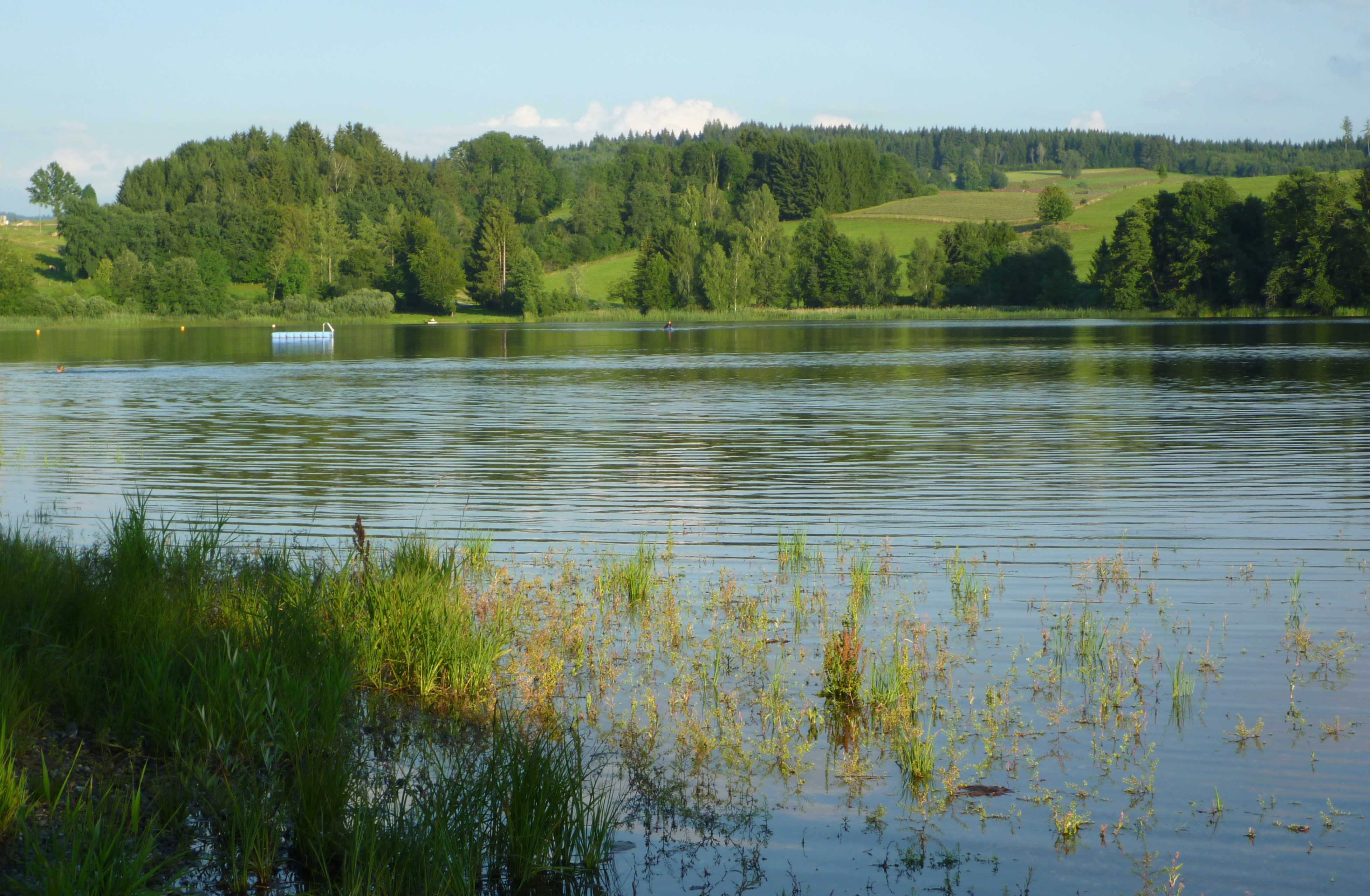

巴德湖（德語：Badsee），是德國的湖泊，位於巴登-符騰堡州東南部的阿爾高地區伊斯尼，長1.2公里、寬0.5公里，面積0.43平方公里，海拔高度680米，平均水深3.8米，最大水深7.2米，水體容量161萬立方米。